# 1233 Kobresia
Az 1233 Kobresia (ideiglenes jelöléssel 1931 TG2) a Naprendszer kisbolygóövében található aszteroida. Karl Wilhelm Reinmuth fedezte fel 1931. október 10-én, Heidelbergben.